# Gregorio de Brito Carvallo
Gregorio de Brito Carvallo (Lisboa, ca. 5 de desembre del 1600 – Saragossa, 6 d’abril de 1648) va ser governador de Lleida durant la Guerra dels Segadors.
Fill del militar Asensio Carvallo de Brito, va començar la seva carrera servint a Itàlia, Flandes i als territoris d’ultramar. Durant la Guerra dels Segadors, aconsegueix conquerir Térmens (7 d’abril de 1646) i resistir els setges de les tropes catalanes en els setges de 1646 i 1647, a càrrec dels virreis Harcourt i Condé respectivament.
L’historiador Manel Güell considera que Brito basava les victòries en “tota mena d’argúcies, enganys i en la sorpresa, fúria i contundència de les seves sortides”, a més de comprar informació de les tropes enemigues.
En el relat de la batalla de Lleida de 1646, el cronista Magí Sivillà dona testimoni d’aquestes tàctiques. El cronista explica que, amb l’objectiu d’evitar un atac a la ciutat, Brito va fer creure al virrei Harcourt que la ciutat es trobava sense menjar. El governador va aprofitar un incendi per atacar els assaltants, aixecar el setge i entrar provisions a la ciutat per un any sencer.  
El 13 de juny de 1647, l’exèrcit castellà va aconseguir trencar novament el setge de les tropes francocatalanes. En la incursió, Brito va ser ferit al ventre i en una cama. En una carta a la reina regent Anna d’Àustria, reconeix que “hauria preferit trobar la plaça guarnida amb tres mil soldats més que governada per Brito”. Assegurat el control de Lleida, els soldats de Brito van fer assalts a Arbeca, Mollerussa i Sidamon (setembre de 1647).
Pocs dies més tard, Brito va ser empresonat per evitar que s'enfrontés en un duel a mort, a Saragossa, amb el general d’Artilleria Antonio Saavedra. Segons Manel Güell, va morir a la capital d’Aragó víctima d’una “sobtada malaltia”. Sivillà, en canvi, considera que el seu decés és degut a les condicions del seu empresonament.
Els èxits de Brito en el camp de batalla van ser recompensats amb el vescomtat de Térmens (30 de març de 1647) i el càrrec de capità general d’Artilleria de Catalunya (14 de desembre de 1647).